# Archaeopsyllini
Archaeopsyllini là tông bọ chét (tùy theo cách phân loại của họ phụ gọi là Archaeopsyllinae) thuộc họ Pulicidae.